# 阿蒂斯蒙斯
阿蒂斯蒙斯（法語：Athis-Mons，法語發音：[atis mɔ̃s] ⓘ），法国中北部城市，法兰西岛大区埃松省的一个市镇，隶属于帕莱索区，其市镇面积为8.56平方公里，2022年1月1日时人口数量为36,451人，在法国城市中排名第220位。
阿蒂斯蒙斯位于埃松省东北部，北侧与马恩河谷省接壤，奥尔日河的北侧支流在此注入塞纳河，巴黎－波尔多铁路经过此地。

## 地名来源
“Athis”一名来源于高卢语单词“attegia”，其含义为“木屋”；“Mons”一名来源于同拼写形式的拉丁语或古法语单词，意为“山地、坡地”。

## 历史

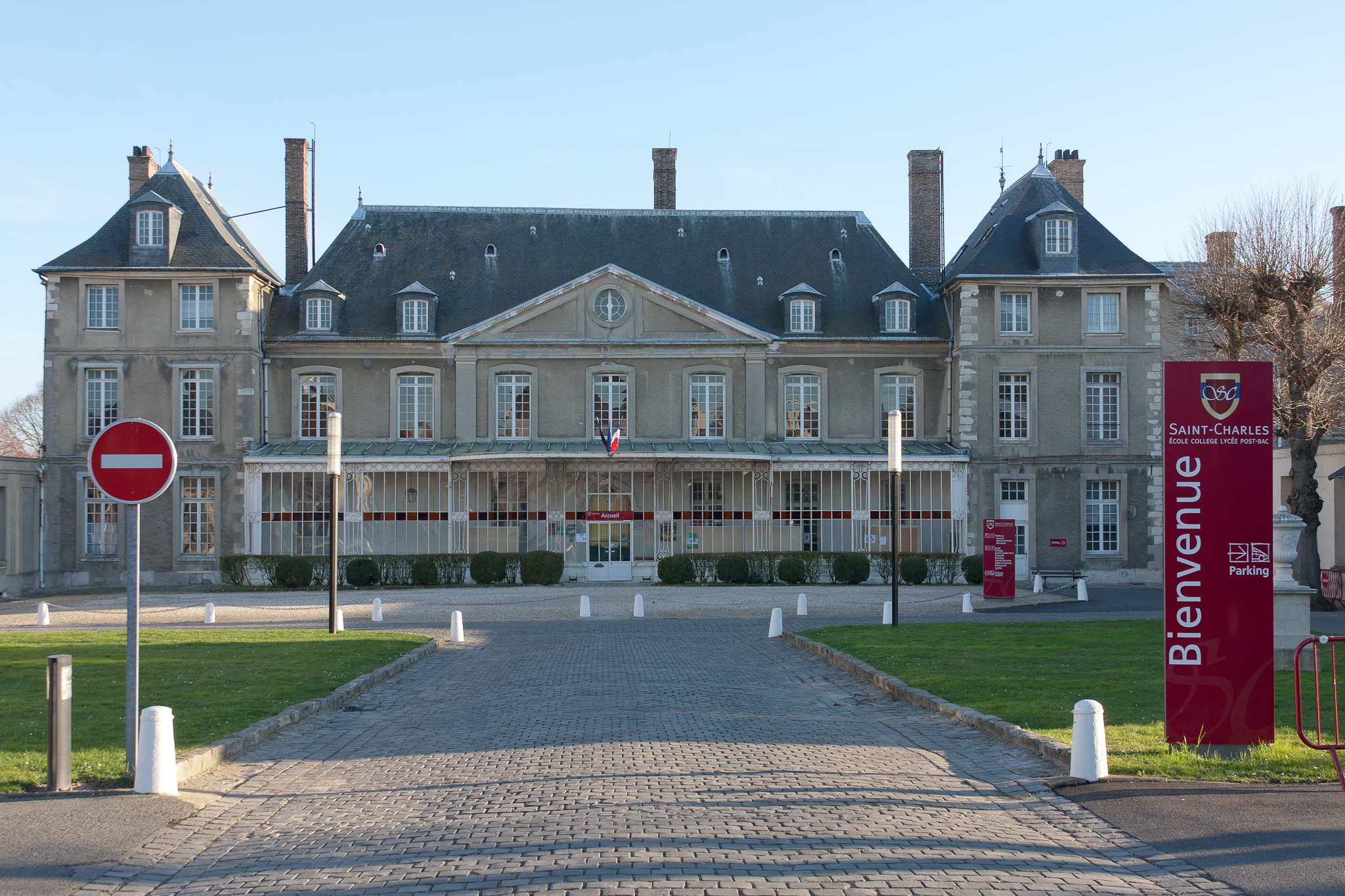
阿蒂斯城堡，现为一所私立中学

阿蒂斯蒙斯成立于1817年，由奥尔日河畔阿蒂斯（Athis-sur-Orge）和蒙斯（Mons）两个市镇合并而成，其中阿蒂斯为市政府驻地。
根据当地官方网站的论述，阿蒂斯最初于公元9世纪被记载，彼时维京人沿塞纳河逆流而上入侵法兰西岛地区。公元1140年，当地出现了一处修道院，隶属于圣但尼圣殿。18世纪时，拉布鲁斯·德韦尔泰亚克家族在此修建阿蒂斯城堡。法国大革命后，奥尔日河畔阿蒂斯成为塞纳-瓦兹省的一个市镇，阿蒂斯城堡被改建为一所学校。
蒙斯则长期为一处普通农业村落，法国大革命后成为一个独立市镇，1817年整体并入奥尔日河畔阿蒂斯。
阿蒂斯蒙斯自工业革命起开始得到快速发展，彼时，途径此地的巴黎－波尔多铁路建成，而塞纳河沿岸亦出现了港口。第二次世界大战期间，阿蒂斯蒙斯曾遭到猛烈轰炸，当地大部分建筑受到破坏甚至完全摧毁。20世纪60年代，阿蒂斯蒙斯境内规划了多处集中式居民区。此后，随着通勤列车的开行，阿蒂斯蒙斯逐渐成为巴黎的一个卫星城。1968年，塞纳-瓦兹省被撤销，阿蒂斯蒙斯被划入新成立的埃松省。自2016年起，阿蒂斯蒙斯成为大巴黎都会区的一部分。

## 地理

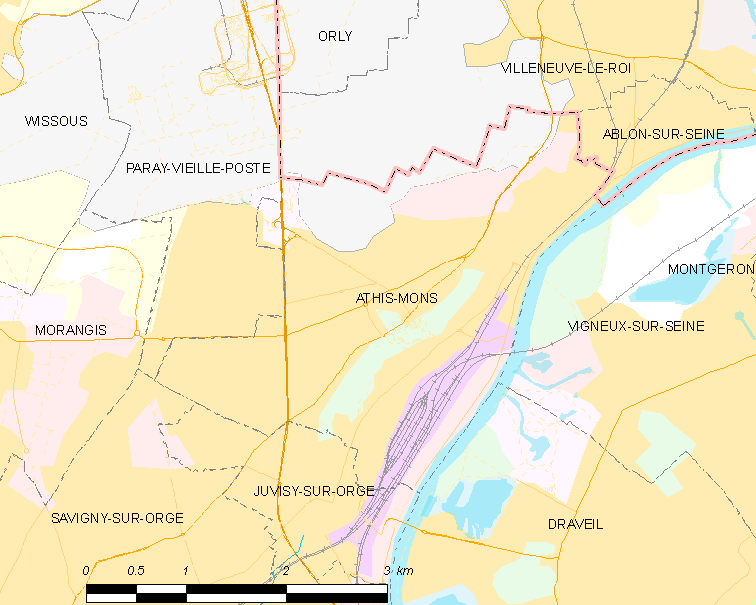
阿蒂斯蒙斯市镇范围地图

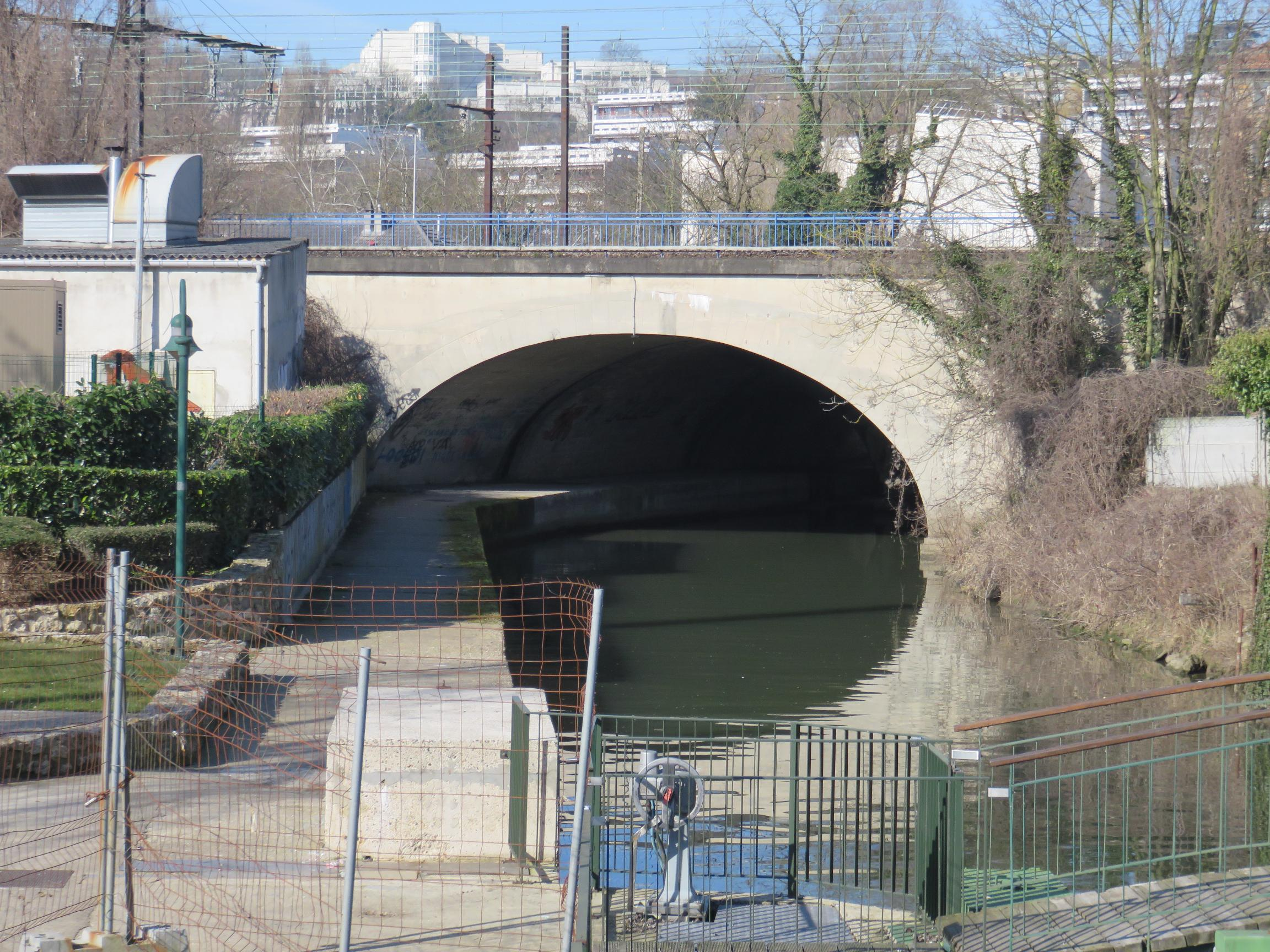
奥尔日河阿蒂斯蒙斯分支

阿蒂斯蒙斯位于法国中北部，法兰西岛大区中部和埃松省东北部，距离省会埃夫里-库尔库罗讷大约12公里。与阿蒂斯蒙斯接壤的市镇包括：鲁瓦新城、莫朗日斯、帕赖维埃耶波斯特、奥尔日河畔瑞维西、塞纳河畔阿布隆、奥尔日河畔萨维尼、德拉韦伊、塞纳河畔维尼厄。

### 地形
阿蒂斯蒙斯位于巴黎盆地腹地，境内以平原和浅丘为主，市镇中心地势较为平坦，西侧部分区域略有起伏，全境海拔在30到92米之间。

### 水文
阿蒂斯蒙斯位于塞纳河流域范围内，塞纳河干流自南向北流经市镇东界，其左岸支流奥尔日河的一条分支流经阿蒂斯蒙斯并在此注入塞纳河。

### 植被
阿蒂斯蒙斯属于温带阔叶混交林区，市区内的主要绿地公园包括阿沃库尔公园（Parc d'Avaucourt）、保罗·若韦花园（Jardin Paul Jovet）等，均常年免费向公众开放。
在鲜花城市的评比中，阿蒂斯蒙斯被评为1星级鲜花城市。

### 气候
阿蒂斯蒙斯在柯本气候分类法中属于温带海洋性气候。

## 行政区划
阿蒂斯蒙斯的市镇编号为91027，邮政编号为91200。
在行政管理方面，阿蒂斯蒙斯隶属于法国法兰西岛大区埃松省帕莱索区；在地方选举方面，阿蒂斯蒙斯是阿蒂斯蒙斯县的中央投票站所在地，其市镇范围全境被划入埃松省第七选区；在社会管理方面，阿蒂斯蒙斯是大巴黎都会区和大奥利-塞纳-比耶夫尔公共土地管理局的组成部分。
阿蒂斯蒙斯的诺莱围（Clos Nollet）和勒努瓦耶勒纳尔（Le Noyer Renard）两个街区为城市政策优先街区。
法国国家统计与经济研究所（简称）在进行数据统计时，将阿蒂斯蒙斯及相邻的另外428个市镇设为巴黎城市核心区（2020年扩充至431个），并将包括核心区在内的周边共1,794个市镇划为巴黎城市区。自2020年起，巴黎城市区被包含1,949个市镇的巴黎城市辐射区代替。此外，还将阿蒂斯蒙斯市镇分为了14个“块区”（IRIS），以便于统计人口分布情况。

## 交通

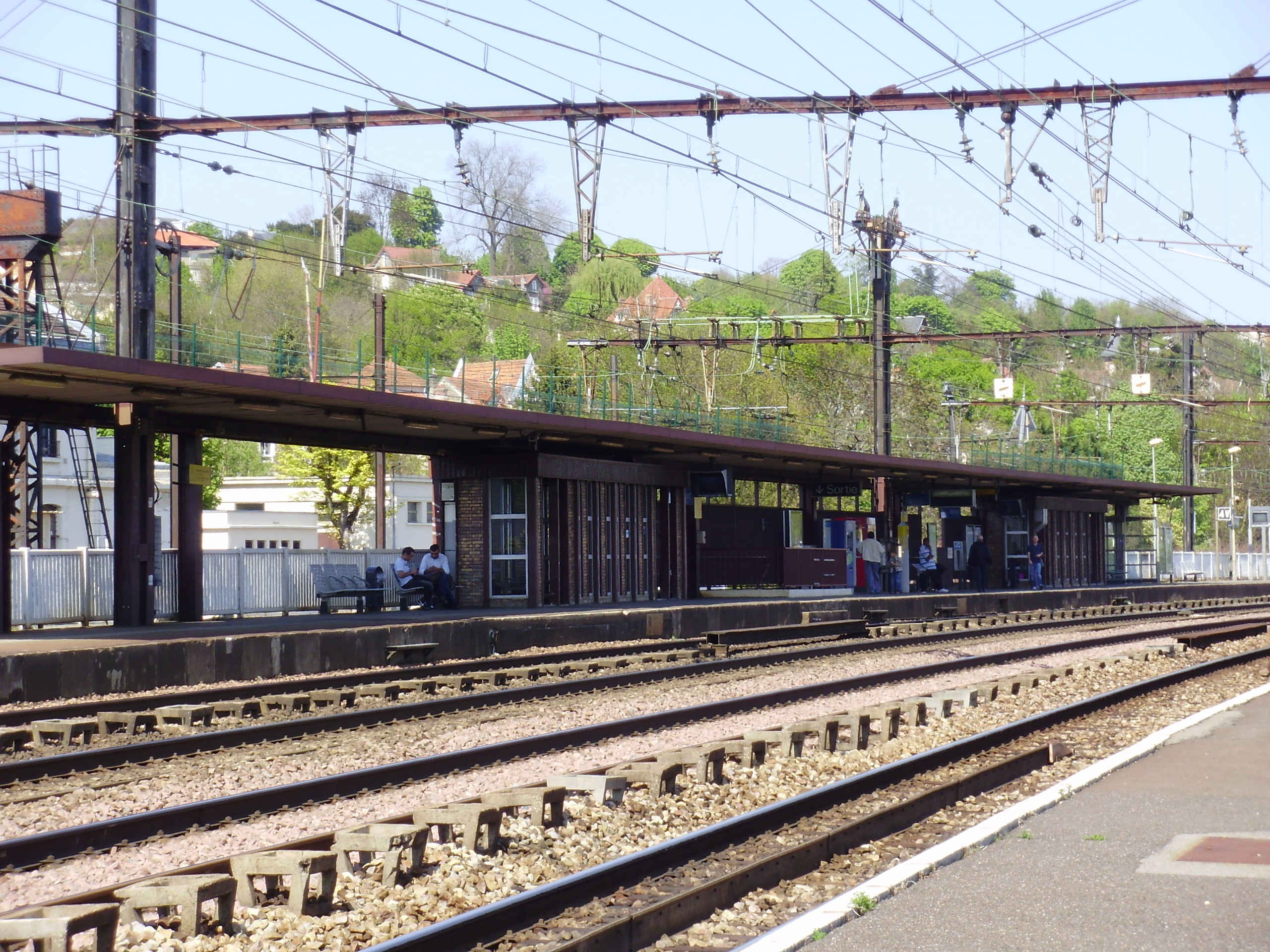
阿蒂斯蒙斯火车站的股道

### 公路
多条埃松省省道在阿蒂斯蒙斯境内交汇，其境内的大部分道路已完成城市化改造，配有照明、排水、人行道等设施。
2019年，73.2%的阿蒂斯蒙斯家庭拥有至少一辆私人汽车。2019年，阿蒂斯蒙斯境内共发生各类交通事故53起，造成62人受伤，其中7人重伤。
| 6 | 6 |

| 埃夫里-库尔库罗讷 | 13 |

| 奥尔日河畔瑞维西 | 4 |

| 圣乔治新城 | 6 |

### 铁路
阿蒂斯蒙斯位于巴黎－波尔多铁路上。阿蒂斯蒙斯站位于市区东部，停靠法兰西岛大区快铁C线。

### 航空
距离阿蒂斯蒙斯最近的民用航空站为巴黎-奥利机场，距离阿蒂斯蒙斯市中心的公路里程约4公里，该机场跑道部分区域位于阿蒂斯蒙斯的市镇管辖范围内。

### 城市公共交通
法兰西岛大区快铁C线和十余条公交线路经过阿蒂斯蒙斯境内。
| 途经阿蒂斯蒙斯境内的主要公共交通线路 |                                                     | |
| 类型                                 | 运营商                                              | 线路 |
| 快铁                                 |                                                     | ：伊夫林地区圣康坦站 ↔ 凡尔赛尚捷站 ↔ 荣军院站 ↔ 圣米歇尔-圣母院站 ↔ 巴黎奥斯特利茨站 ↔ 弗朗索瓦·密特朗图书馆站 ↔ 舒瓦西勒鲁瓦站 ↔ 阿蒂斯蒙斯站 ↔ 瑞维西站 ↔ 布雷蒂尼站 ↔ 埃唐普圣马丁站 / 杜尔当拉福雷站 |
| 公共汽车                             | RATP                                                | 285：阿蒂斯蒙斯-埃松门 ↔ 美丽星 ↔ 瑞维西市政府 ↔ 瑞维西医院 ↔ 瑞维西火车站-市府 399：瑞维西火车站-市府 ↔ 让·莫内高级中学 ↔ 阿蒂斯蒙斯行政中心 ↔ 美丽星 ↔ 莫朗日斯市政府 ↔ 自由广场 ↔ 欧罗巴大街市中心 ↔ 马西市政府 ↔ 快铁马西-帕莱索 RATP：奥利机场1-2-3号航站楼 ↔ 埃松门 ↔ 中央公园 ↔ 博物馆街 ↔ 城堡 ↔ 阿布隆站 ↔ 圣乔治新城站 486：瑞维西火车站-市府 ↔ 瑞维西医院 ↔ 瑞维西市政府 ↔ 吉讷梅尔广场 ↔ 努瓦耶·勒纳尔 ↔ 市政府 ↔ 埃松门 487：瑞维西火车站-市府 ↔ 让·莫内高级中学 ↔ 科塔日 ↔ 阿蒂斯蒙斯站 ↔ 亨利·德东广场 ↔ 美丽星 ↔ 阿蒂斯蒙斯-埃松门 488：瑞维西火车站-市府 ↔ 让·莫内高级中学 ↔ 亨利·德东广场 |
| 公共汽车                             | Meyer                                               | DM8：埃松门 ↔ 美星 ↔ 瑞维西金字塔 ↔ 瑞维西市政府 ↔ 卡吕普索 ↔ 斯大林格勒 ↔ 小蒙马特 ↔ 布列塔尼 ↔ 贡比涅道路 ↔ 拉特雷耶 ↔ 岩槭 ↔ 拉格里伯莱特 ↔ 自由 |
| 公共汽车                             | Val d'Yerres Val de Seine 耶尔河谷-塞纳河谷公交路网 | 191-100：朗吉斯国际商贸城 ↔ 巴黎-奥利机场 ↔ 埃松门 ↔ 科塔日 ↔ 瑞维西站-塞纳 ↔ 德拉韦伊教堂 ↔ 奥利草原 ↔ 快铁耶尔站 |
| 公共汽车                             | (N)                                                 | N22：沙特雷 ↔ 勒克雷姆兰-比塞特尔 ↔ 犹太城路易·阿拉贡 ↔ 奥利机场4号航站楼 ↔ 埃松门 ↔ 美星 ↔ 瑞维西金字塔 ↔ 瑞维西站-市府 N131：巴黎-里昂火车站 ↔ 白里安 ↔ 瑞维西站-市府 ↔ 布拉济 ↔ 奥尔日河畔萨维尼站 ↔ 奥尔日河畔埃皮奈站 ↔ 布雷蒂尼站 N133：巴黎-里昂火车站 ↔ 塞纳河畔伊夫里站 ↔ 塞纳河畔维特里站 ↔ 舒瓦西勒鲁瓦站 ↔ 阿蒂斯蒙斯站 ↔ 瑞维西站-市府 |
| 1.                                   |                                                     | |

## 政治

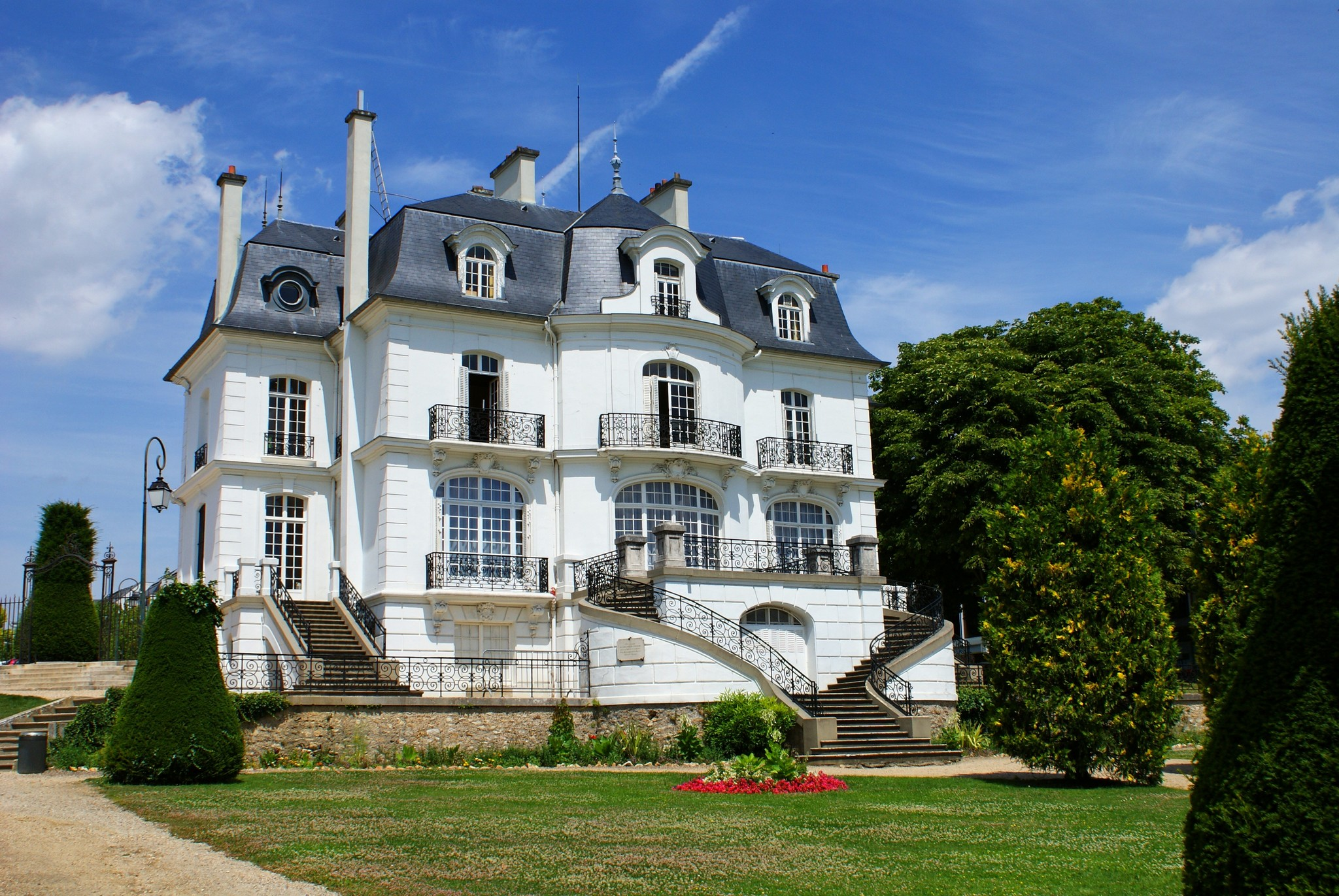
阿蒂斯蒙斯市政厅

阿蒂斯蒙斯的现任市长为让-雅克·格鲁索先生（Jean-Jacques GROUSSEAU），他是社会党的一名成员，在2020年的市政选举中获得了49.04%的支持率。
在2022年的法国总统大选中，法国第25任总统埃马纽埃尔·马克龙在阿蒂斯蒙斯获得了66.15%的支持率。

## 人口
2019年，阿蒂斯蒙斯市镇人口数量为35,670，在法国排名第220位。其中男性17,460人，女性18,210人，75岁及以上人口占5.3%，外籍人口数量为7,060人，人口密度为4,167人/平方公里，当地居民被称为（男性）或（女性）。2020年，阿蒂斯蒙斯境内出生585人，死亡人口212人。
| 阿蒂斯蒙斯1901年－2019年人口变化情况 |
|                                      |
| 数据来源：Cassini、INSEE             |

## 经济

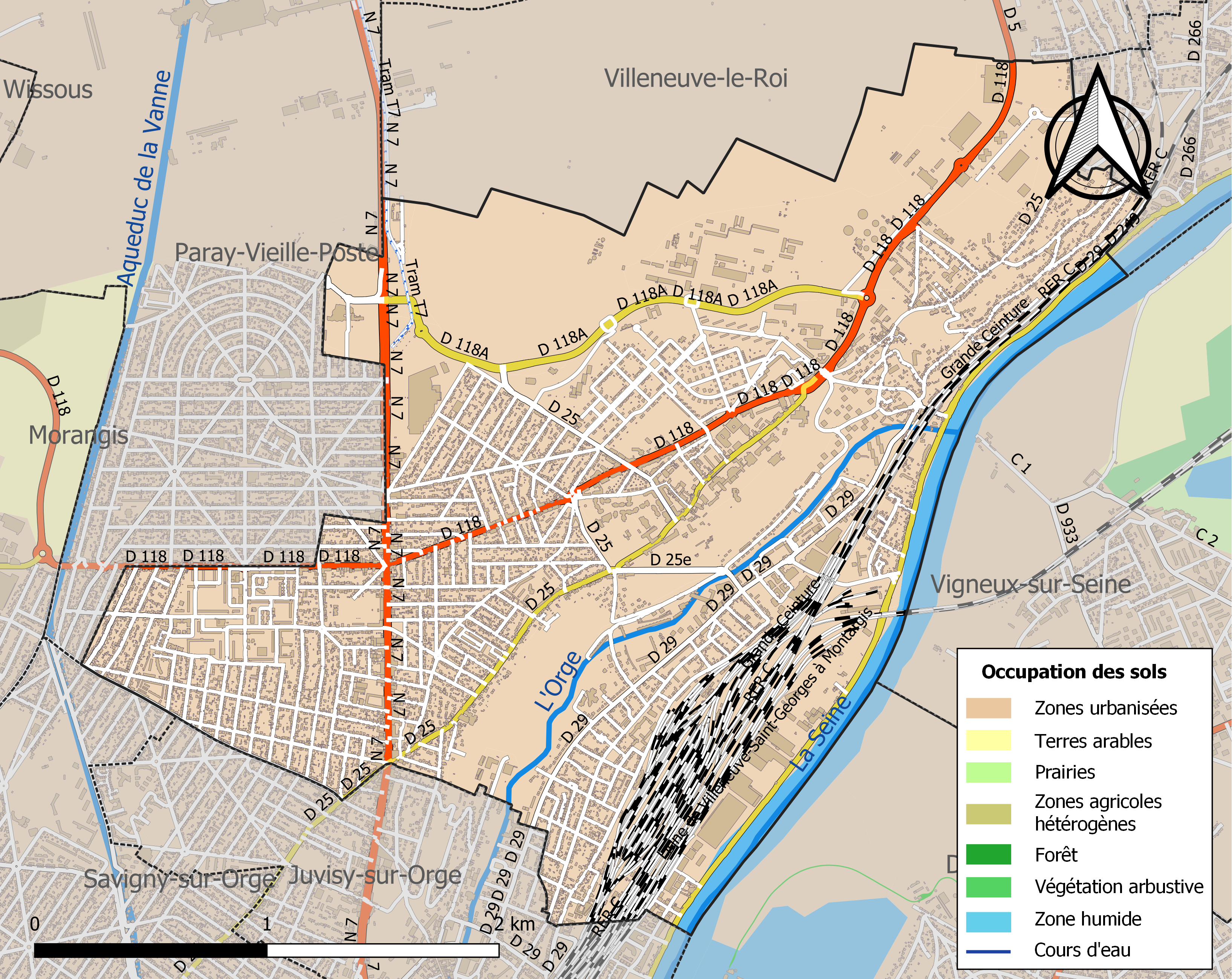
阿蒂斯蒙斯土地利用情况地图

阿蒂斯蒙斯是大巴黎都会区的组成部分。截止2022年11月，阿蒂斯蒙斯市镇范围内共有各类用人单位（包含自雇）4,399家，平均历史为11年，其中.%为中小型企业（PME），2022年9月至11月间，当地的经济活力指数为0.84%。（城市物流）、（汽车销售）及（汽车销售）是当地2021年营业额最高的三个企业，分别为68,751,809欧元、31,212,486欧元和26,375,852欧元。

## 财政与居民收入
2020年，阿蒂斯蒙斯的财政收入总额为51,548,800欧元，财政支出总额为46,725,900欧元，当年的债务总额为23,087,800欧元。2021年，阿蒂斯蒙斯市镇共获得8,026,887欧元的国家财政补助，比上一年增加了3.46%。
2020年，阿蒂斯蒙斯的人均月收入总额为2,401欧元，其中高级职员为3,785欧元，低于法国平均水平（4,230欧元）；中级职员为2,520欧元，高于法国平均水平（2,411欧元）；普通职员为1,866欧元，高于法国平均水平（1,740欧元）。
2019年，阿蒂斯蒙斯境内的青壮年（15至64岁）失业率为8.9%，当地52.7%的家庭拥有纳税资格，平均纳税3,290欧元，低于法国平均水平（3,910欧元）。

## 社会事务

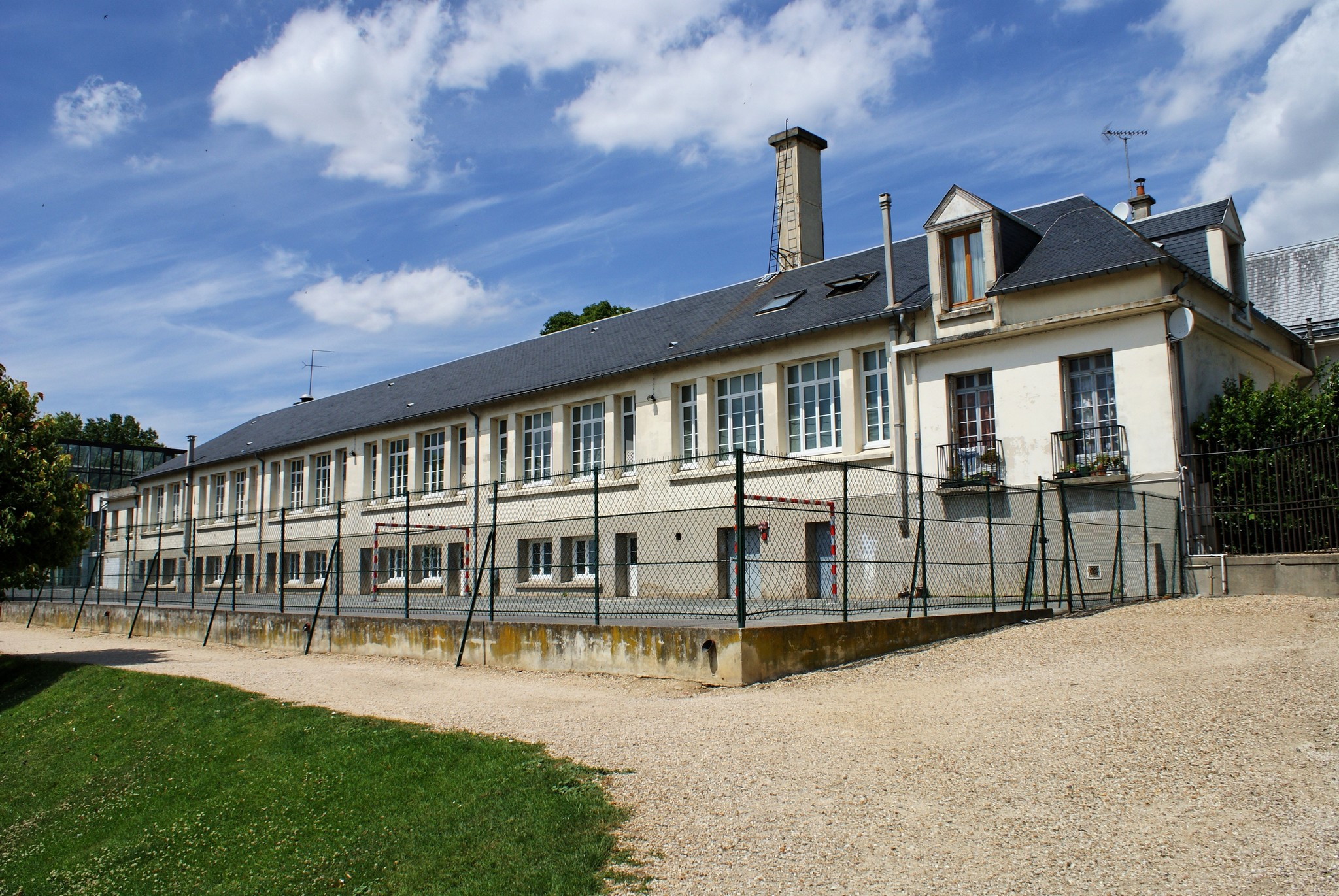
阿蒂斯蒙斯的一所学校

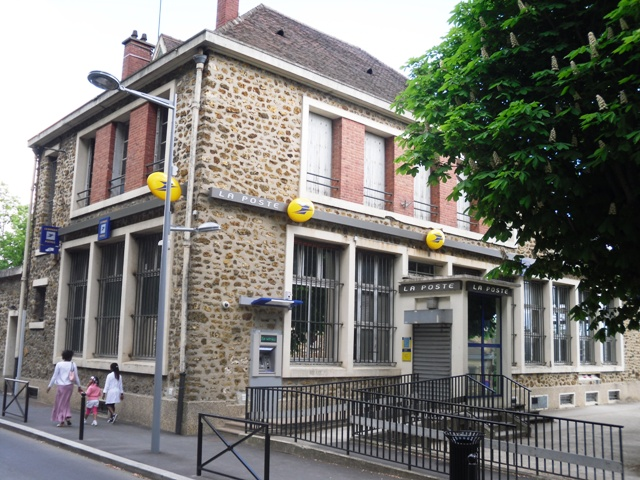
阿蒂斯蒙斯邮局

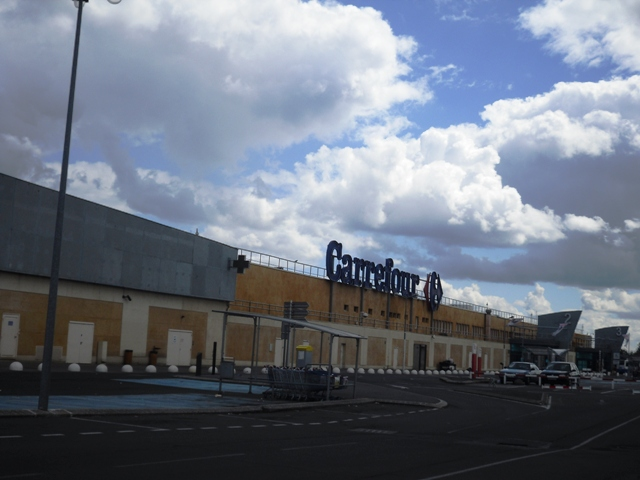
阿蒂斯蒙斯的一家大型超市

### 教育
阿蒂斯蒙斯属于凡尔赛学区。截止2021年1月1日，阿蒂斯蒙斯境内共有8所幼儿园、9所小学、3所初级中学和3所普通高中。 2018至2019学年度，阿蒂斯蒙斯境内共有在校中等教育阶段学生5,168名。

### 医疗
截止2021年1月1日，阿蒂斯蒙斯境内共有全科医生30名、保健师12名、牙医18名、护士8名、耳科医生2名、眼科医生4名、皮肤科医生1名、助产士6名、儿科医生4名和妇科医生7名。境内共有药房11家。
距离阿蒂斯蒙斯最近的区域性医疗机构为北埃松省医疗集团，其主病区位于奥尔日河畔瑞维西市区，设有床位78个，是当地规模最大的公立综合性医院。

### 住房
2019年，阿蒂斯蒙斯境内共有各类住房15,010套，其中32.0%为独立式居民区，67.3%为集中式居民区。常住房屋占阿蒂斯蒙斯市镇范围内居民建筑总量的93.9%。
在住房保障政策方面，2021年，阿蒂斯蒙斯境内共有3,058户家庭获得了住房经济补助，受益人数占总人口数量的8.6%，其中2,943份为房租补助。

### 商业
2021年，阿蒂斯蒙斯境内共有各类实体商铺533家，其中餐厅73家、大型超市7家、杂货店8家、面包房17家、肉铺3家、书店2家、银行门店10家、美容美发店23家、汽车维修店25家。阿蒂斯蒙斯镇中心建有Super U超市，市区西部建有埃松门商业街区，有家乐福、H&M等购物商场。

### 体育
2021年，阿蒂斯蒙斯境内共有6间体育馆、2座综合体育场、21处网球场、5处足球或橄榄球场以及3处篮球或排球场。
截至2022年11月，阿蒂斯蒙斯境内共有家注册足球俱乐部。阿蒂斯蒙斯奥林匹克体育联盟（Union Sportive Olympique d'Athis-Mons）下属的足球队（编号560615）主队2022至2023赛季参加埃松省足球联赛第五组（法国第十三级别），其主场为奥古斯特·德洛纳球场（Stade Auguste-Delaune）。

### 环境
阿蒂斯蒙斯的环境事务由其所属的大巴黎都会区和大奥利-塞纳-比耶夫尔公共土地管理局联合各级政府协调负责。2021年，阿蒂斯蒙斯境内共有3家污染企业。

### 治安
2021年，阿蒂斯蒙斯市镇范围内共有1处派出所。
阿蒂斯蒙斯及其附近的共8个市镇是奥尔日河畔瑞维西国家宪兵队（zone police de Juvisy sur Orge）的管辖范围。2020年，该宪兵队累计记录各类案件6,969起，其中盗窃类案件3,232起，经济类案件856起，毒品交易类案件491起。

## 文化
2021年，阿蒂斯蒙斯境内共有1家剧场、1家电影院和1家音乐厅。阿蒂斯蒙斯境内有Simone de Beauvoir、René Goscinny和Le Val三处多媒体中心（Médiathèque）。

### 建筑
阿蒂斯蒙斯境内有多处历史建筑，其中圣德尼教堂、道路圣母教堂（Église Notre-Dame-de-la-Voie d'Athis-Mons）等为法国国家文物保护单位。

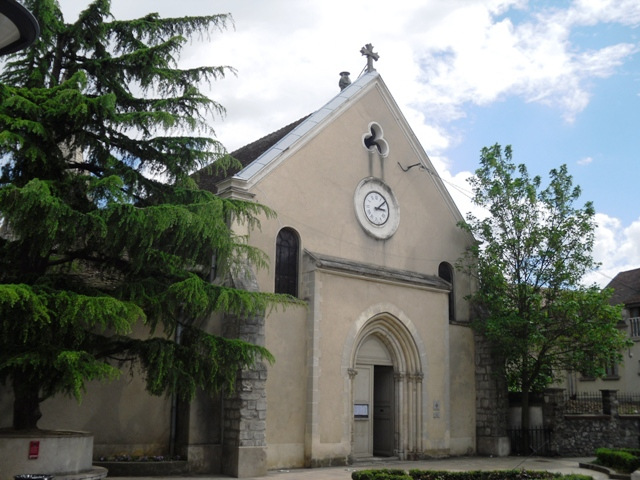
圣德尼教堂（法语：Église Saint-Denis d'Athis-Mons）
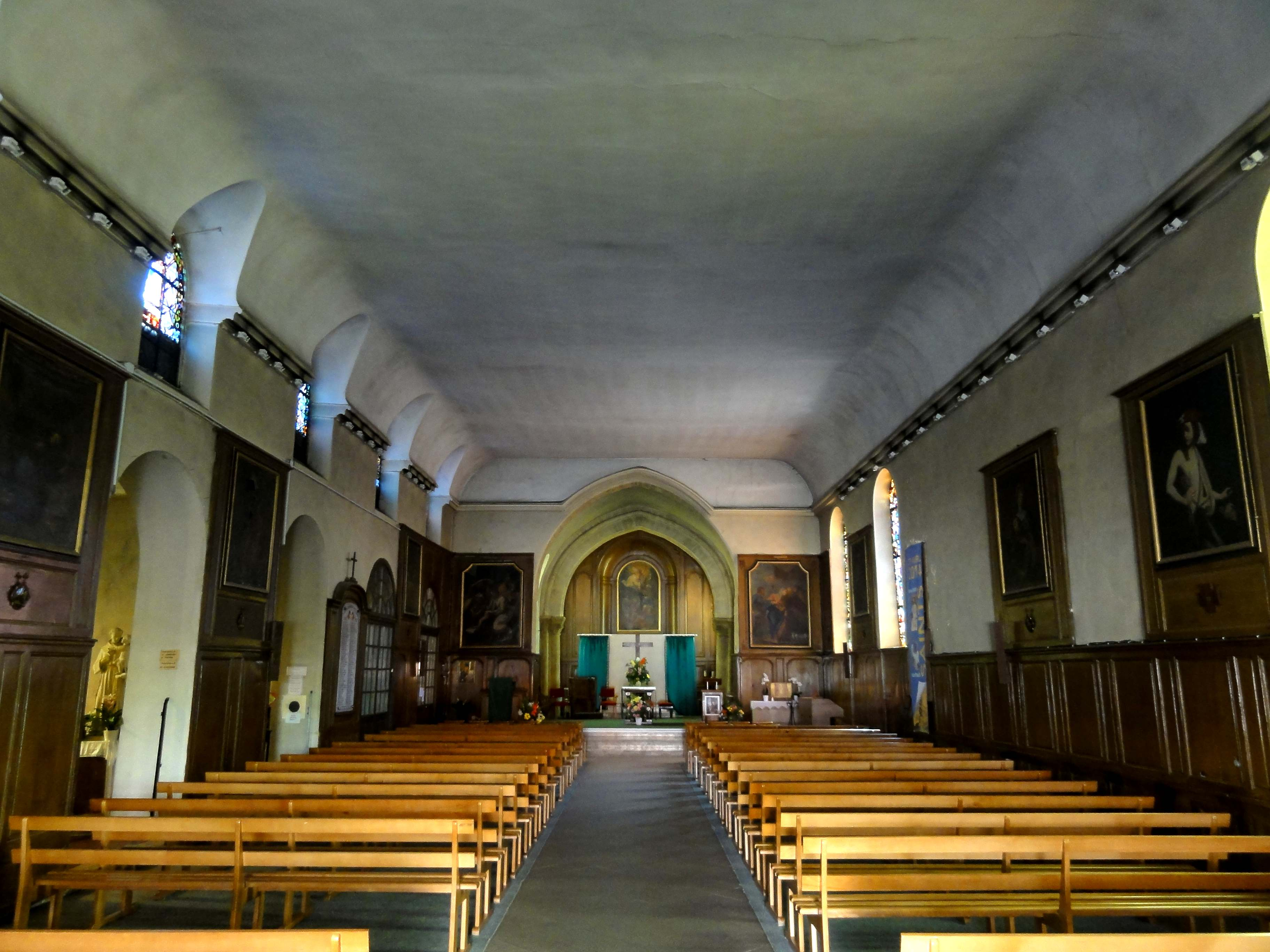
教堂大厅
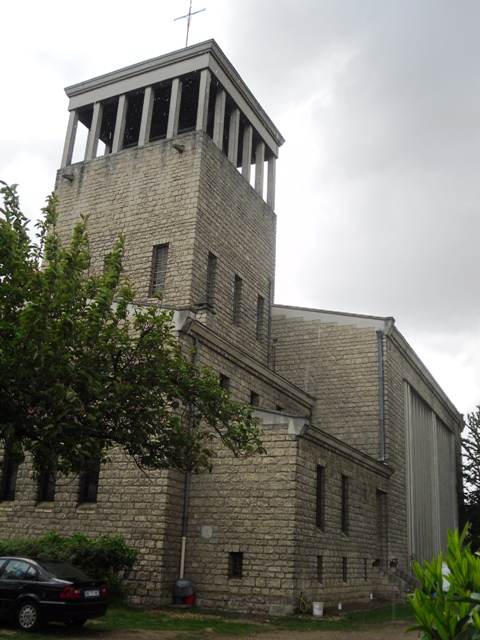
道路圣母教堂
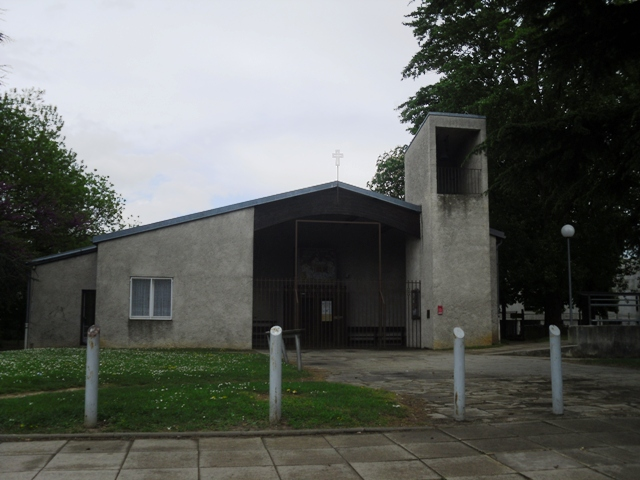
圣母小教堂
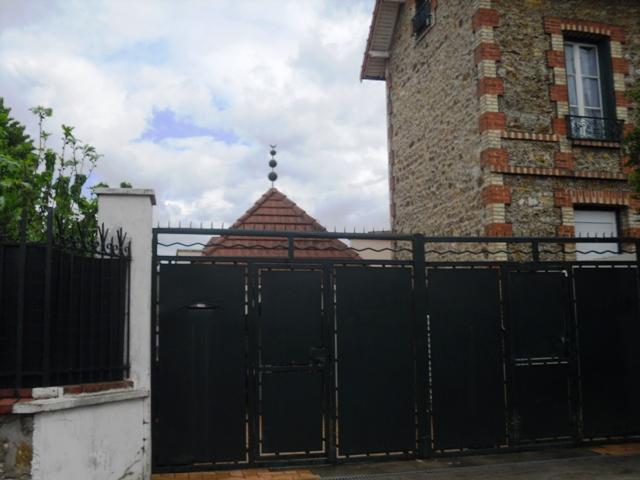
清真寺
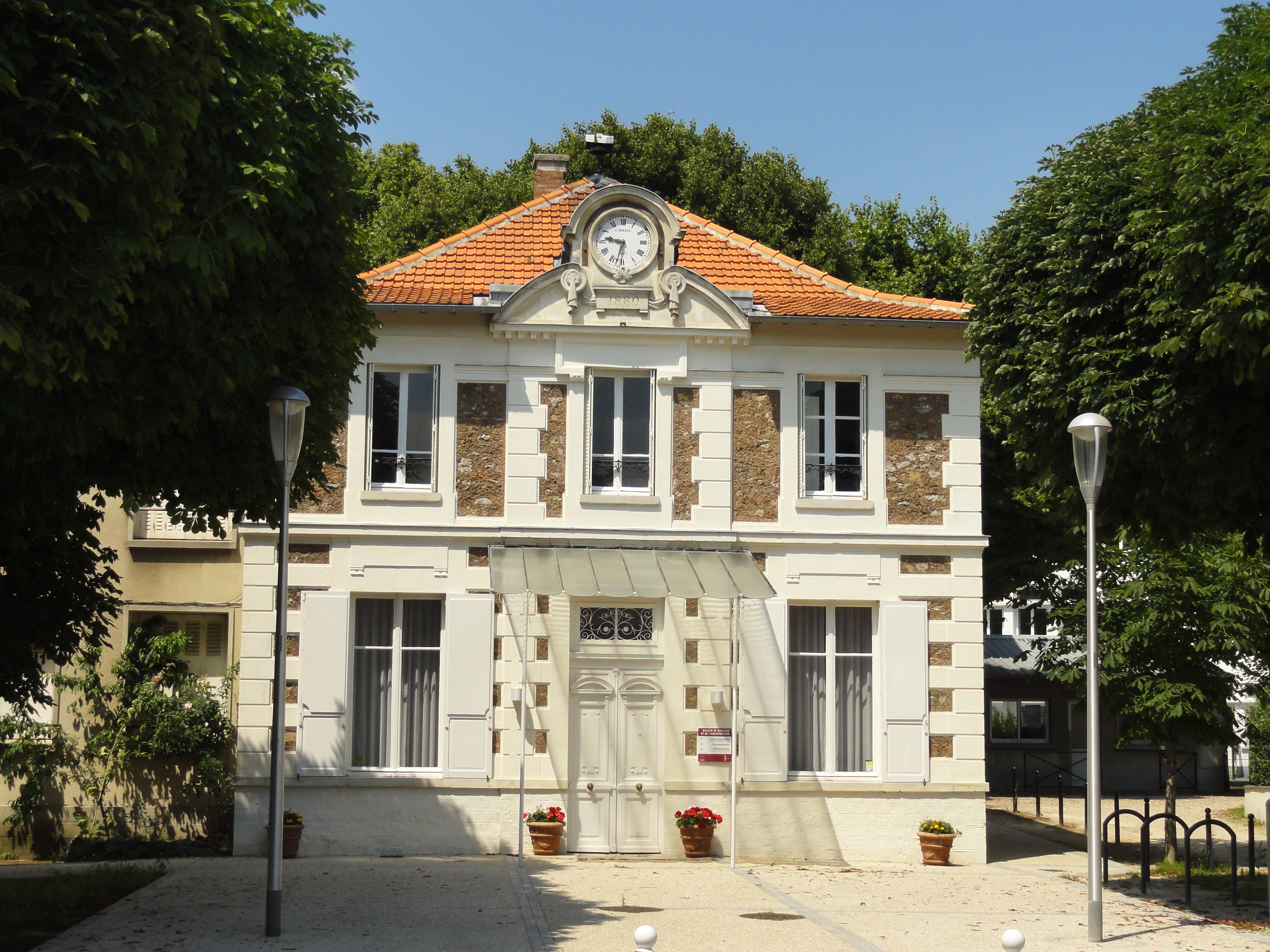
传统民居
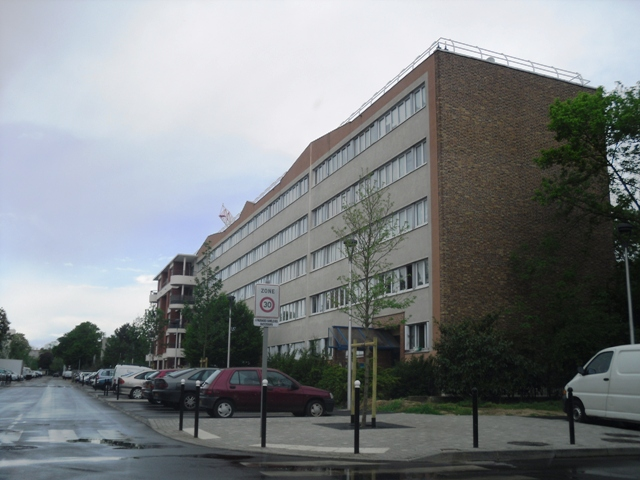
居民公寓楼

### 旅游
阿蒂斯蒙斯的旅游事务由其所属的大巴黎都会区和大奥利-塞纳-比耶夫尔公共土地管理局协调负责。2022年，阿蒂斯蒙斯境内共有2家酒店共计150间房间。

### 媒体
法国主要的媒体均可在阿蒂斯蒙斯接收，法国电视三台下属的法兰西岛大区频道在部分时段播出阿蒂斯蒙斯所属的埃松省的地方新闻。《巴黎人报》、蓝色法兰西巴黎广播、BFM电视台法兰西岛频道等是当地主要的地方性媒体。

## 相关人物
法国航空工程师尼古拉·罗朗·帕扬、马术运动员于贝尔·帕罗、橄榄球运动员弗朗克·贝洛和足球运动员爱德华·迪普朗出生于阿蒂斯蒙斯。
法国植物学家安德烈·吉约曼逝世于阿蒂斯蒙斯。

## 友好城市
截至2022年11月，阿蒂斯蒙斯共与三座城市互为友好城市关系：
- 德国 罗滕堡
- 羅馬尼亞 锡纳亚
- 爱尔兰 巴利纳